# Filippo Calandrini

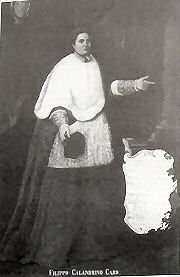
Kardinal Filippo Calandrini

Filippo Calandrini (* 1403 in Sarzana; † 18. Juli 1476 in Bagnoregio) war ein Kardinal der Römischen Kirche. Er war von 1447 bis 1476 Bischof von Bologna.

## Leben

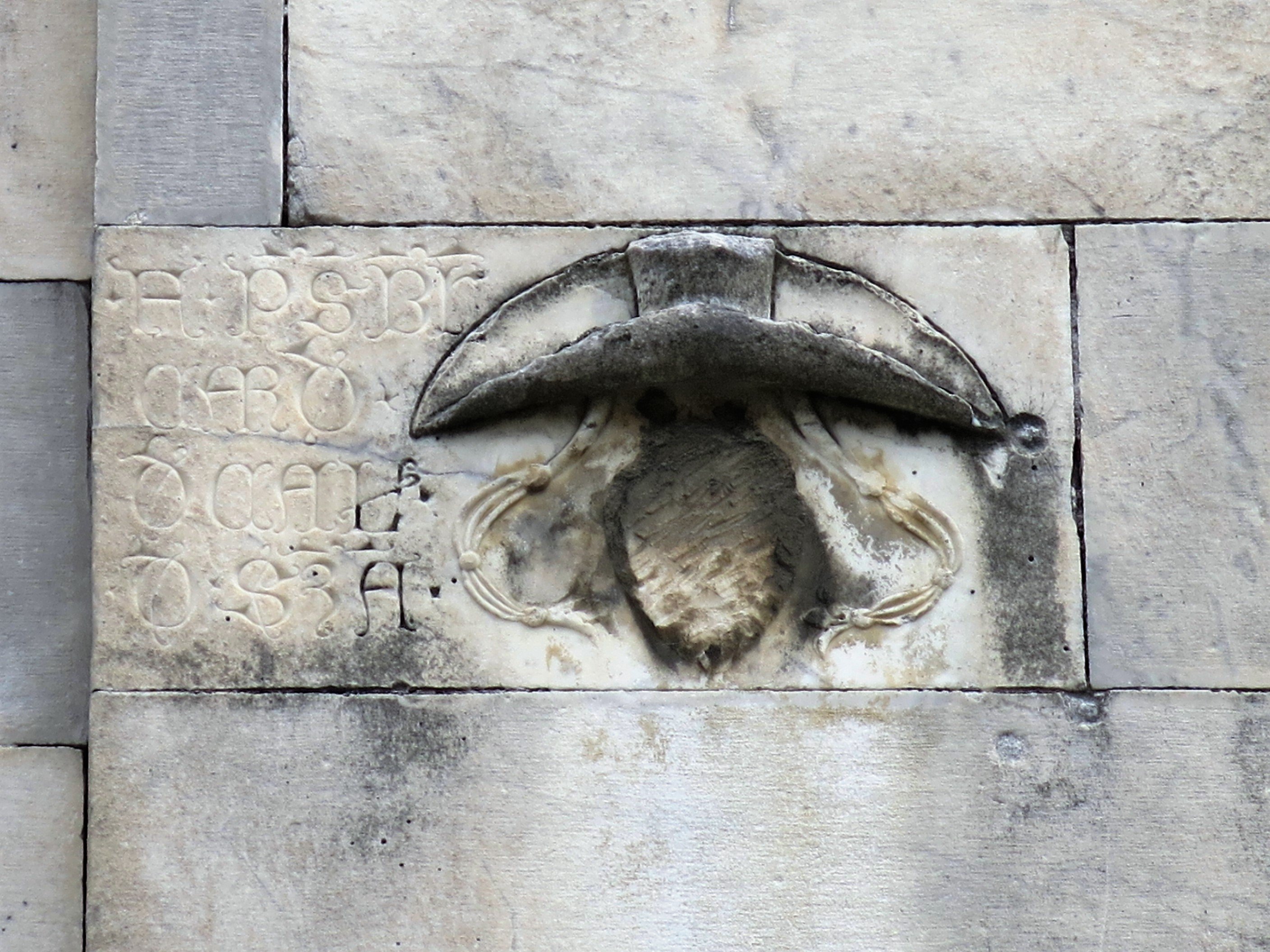
Relief zur Erinnerung an Kardinal Calandrini, den Sohn der Stadt Sarzana (Kirche Sant Andrea, Sarzana)

Er war das älteste Kind von Tommaso Calandrini und dessen zweiter Ehefrau Andreola Tomeo dei Bosi. Sein Halbbruder auf mütterlicher Seite war Tommaso Parentucelli, der spätere Papst Nikolaus V., ein Sohn des ersten Ehemannes der Mutter, Bartolomeo Parentucelli. Calandrinis Laufbahn begann als päpstlicher Notar, ehe er Erzdiakon von Lucca wurde. Von August bis September 1447 war er Gouverneur von Spoleto. Zum Bischof von Bologna wurde er am 18. Dezember 1447 erwählt, er behielt diesen Bischofsstuhl bis zu seinem Tode.
Sein Halbbruder Papst Nikolaus V. erhob ihn am 20. Dezember 1448 zum Kardinalpriester mit der Titelkirche Santa Susanna, 1451 wechselte er zur Titelkirche San Lorenzo in Lucina. Auf Anweisung des Papstes reiste er zusammen mit Kardinal Juan Carvajal am 17. Januar 1452 nach Florenz, um dort Friedrich III. zu begrüßen. Er begleitete den König auf dessen Reise zur Kaiserkrönung in Rom. Nach der Krönungszeremonie, die am 19. März desselben Jahres stattfand, begleiteten die beiden Kardinäle den Kaiser auf dem Rückweg, bis sie am 26. April die Grenze des Kirchenstaates erreichten.
Zweimal, 1454–1455 und 1471–1472, war Calandrini Kämmerer des Heiligen Kardinalskollegiums. Nach dem Tod seines Halbbruders Nikolaus V. nahm er am Konklave 1455 teil, an dem Papst Calixt III. gewählt wurde. Für Nikolaus V. ließ Calandrini ein Grabmonument in der Vatikanbasilika bauen. Im Juni 1458 verließ er Rom wegen der dort wütenden Pest, zum Konklave 1458 kehrte er in die Stadt zurück und nahm an der Wahl von Papst Pius II. teil, mit dem er befreundet war. 1459 wurde er zum Kardinalgroßpönitentiar ernannt. Zu seinen Mitarbeitern zählte um 1460 Giovanni Battista Cibo, der 1484 als Innozenz VIII. Papst wurde. Wiederum nahm Calandrini am Konklave 1464 teil, aus dem Paul II. als Papst hervorging.
Am 14. Oktober 1468 wurde er zum Kardinalbischof von Albano erhoben. Als solcher nahm er am Konklave 1471 teil, das Sixtus IV. als Papst wählte. Am 30. August 1471 wechselte er auf den suburbikarischen Sitz von Porto e Santa Rufina.
Filippo Calandrini litt an Gicht und starb am 18. Juli 1476 in Bagnoreggio an der Pest. Sein Leichnam wurde nach Rom überführt und dort in seiner Titelkirche San Lorenzo in Lucina beigesetzt; sein Neffe Giovanni Matteo Calandrini ließ dort ein aufwändiges Grabmal errichten. Filippos Cousine Isabella Calandrini hatte 1397 Giovanni Buonaparte geheiratet, einen Notar und späteren Bürgermeister von Sarzana sowie herzoglich-mailändischen Kommissar der Lunigiana; sie gehören zu den Vorfahren des 1490 nach Korsika ausgewanderten Familienzweiges der Bonaparte.